# 伊東祐安 (室町時代)
伊東 祐安（いとう すけやす）は、室町時代の武将。日向伊東氏4代（伊東氏9代）当主。

## 生涯
日向伊東氏は祖父・伊東祐持の代に足利尊氏から日向国の所領への下向を命じられた。
天授4年/永和4年（1378年）、父・氏祐の死去に伴い家督を相続した祐安は、都於郡城を拠点に国富庄・諸県庄・穆佐院など周辺の掌握に取り組み、日向における地歩を固めた。
九州探題・今川了俊の支援の下、日向守護職の獲得を目指したがこれは叶わなかった。応永2年（1395年）、上京の命を受けた了俊が九州から退去したため、討伐の危機を免れた日向守護島津元久が穆佐院に侵入。これが伊東・島津両氏の本格的な抗争の始まりとなる。
この頃、島津元久は穆佐院に派遣した弟の久豊と対立しており、祐安は久豊に娘を娶らせてこれを支援した。だが、元久が急死して久豊が後継者を名乗って薩摩に出陣する（伊集院の乱）と、その隙を突いて穆佐院を奪い返して更に南下して伊東氏の領域は拡大した。
一方、伊豆国における伊東氏宗家の所領は、祖父・祐持の時代にその弟（祐安の大叔父）の佐土原祐藤（すけふじ）に預けられていたが、父の代には既に祐藤により横領されていた。祐安はこれを取り戻そうと、明徳4年（1393年）に訴訟を起こしたが、当時の朝廷は南北朝合一をめぐる繁劇多忙の最中で判決は得られず、その後伊東庄は数代を経て幕府に召し上げられ、石堂氏に宛がわれたという。こうして日向に下向した伊東本宗家と伊東庄との関わりは完全に断たれた。
応永34年（1427年）に隠居、家督は子・祐立が継承する。永享6年（1434年）、病没。